# Paranotus trivirgata
Paranotus trivirgata är en insektsart som beskrevs av Karsch 1890. Paranotus trivirgata ingår i släktet Paranotus och familjen Flatidae. Inga underarter finns listade i Catalogue of Life.